# Hoplophryne rogersi
Hoplophryne rogersi és una espècie de granota de la família Microhylidae que viu a Tanzània.
Està amenaçada d'extinció per la pèrdua del seu hàbitat natural.